# Bezpečnostní list
Bezpečnostní list (BL) je soubor informací (bezpečnostních, ekologických, toxikologických, právních...) pro nakládání s nebezpečnými látkami a nebo směsmi. V Evropě a mnoha dalších zemích musí být takové listy poskytovány osobou uvádějící látku/směs do oběhu, dovozcem a výrobcem pro látky nebo přípravky, které obsahují nebezpečné složky v míře, která překračuje legislativně stanovený limit. Zpravidla bývají ale bezpečnostní listy zhotoveny pro všechny chemické a biologické produkty, aby byl odběratel těchto produktů informován i o tom, že produkt není klasifikován jako nebezpečný.
Účelem bezpečnostního listu je poskytnout profesionálnímu uživateli nezbytné údaje a doporučení pro nakládání s látkami a směsmi, aby bylo možné přijmout opatření nezbytná pro ochranu zdraví, bezpečnost na pracovišti a ochranu životního prostředí.

## Právní hledisko
Forma bezpečnostního listu je určena směrnicemi Evropské unie, především nařízením Evropské unie č. 1907/2006 o registraci, hodnocení, povolování a omezování chemických látek, tzv. REACH.
Bezpečnostní list se dodává v úředním jazyce nebo jednom z úředních jazyků každého členského státu, v němž je látka nebo směs uvedena na trh.

## Pořadí a názvy jednotlivých kapitol bezpečnostních listů dle REACH, chemické politiky Evropské unie
ODDÍL 1. Identifikace látky/směsi a společnosti/podniku
1.1. Identifikátor výrobku
1.2. Příslušná určená použití látky nebo směsi a nedoporučená použití
1.3. Podrobné údaje o dodavateli bezpečnostního listu
1.4. Telefonní číslo pro naléhavé situace
ODDÍL 2. Identifikace nebezpečnosti
2.1. Klasifikace látky nebo směsi
2.2. Prvky označení
2.3. Další nebezpečnost
ODDÍL  3. Složení/informace o složkách
3.1. Látky
3.2. Směsi
ODDÍL  4. Pokyny pro první pomoc
4.1. Popis první pomoci
4.2. Nejdůležitější akutní a opožděné symptomy a účinky
4.3. Pokyn týkající se okamžité lékařské pomoci a zvláštního ošetření
ODDÍL 5. Opatření pro hašení požáru
5.1. Hasiva
5.2. Zvláštní nebezpečnost vyplývající z látky nebo směsi
5.3. Pokyny pro hasiče
ODDÍL 6. Opatření v případě náhodného úniku
6.1. Opatření na ochranu osob, ochranné prostředky a nouzové postupy
6.2. Opatření na ochranu životního prostředí
6.3. Metody a materiál pro omezení úniku a pro čištění
6.4. Odkaz na jiné oddíly
ODDÍL 7. Zacházení a skladování
7.1. Opatření pro bezpečné zacházení
7.2. Podmínky pro bezpečné skladování látek a směsí včetně neslučitelných látek a směsí
7.3. Specifické konečné/specifická konečná použití
ODDÍL 8. Omezování expozice/osobní ochranné prostředky
8.1. Kontrolní parametry
8.2. Omezování expozice
ODDÍL 9. Fyzikální a chemické vlastnosti
9.1. Informace o základních fyzikálních a chemických vlastnostech
9.2. Další informace
ODDÍL 10. Stálost a reaktivita
10.1. Reaktivita
10.2. Chemická stabilita
10.3. Možnost nebezpečných reakcí
10.4. Podmínky, kterým je třeba zabránit
10.5. Neslučitelné materiály
10.6. Nebezpečné produkty rozkladu
ODDÍL 11. Toxikologické informace
11.1. Informace o toxikologických účincích
ODDÍL 12. Ekologické informace
12.1. Toxicita
12.2. Perzistence a rozložitelnost
12.3. Bioakumulační potenciál
12.4. Mobilita v půdě
12.5. Výsledky posouzení perzistentních, bioakumulativních a toxických látek a vysoce bioakumulativních látek
12.6. Jiné nepříznivé účinky
ODDÍL 13. Pokyny pro odstraňování
13.1. Metody nakládání s odpady
ODDÍL 14. Informace pro přepravu
14.1. UN číslo
14.2. Oficiální (OSN) pojmenování pro přepravu
14.3. Třída/třídy nebezpečnosti pro přepravu
14.4. Obalová skupina
14.5. Nebezpečnost pro životní prostředí
14.6. Zvláštní bezpečnostní opatření pro uživatele
14.7. Hromadná přeprava podle přílohy II úmluvy MARPOL a předpisu IBC
ODDÍL 15. Informace o předpisech
15.1. Předpisy týkající se bezpečnosti, zdraví a životního prostředí/specifické právní předpisy týkající se látky nebo směsi
15.2. Posouzení chemické bezpečnosti
ODDÍL 16. Další informace